# フランツ・シャルレ
フランツ・シャルレ（Frantz Charlet、1862年1月21日(もしくは1月29日) - 1928年8月8日)はベルギーの画家、版画家である。

## 略歴
ブリュッセルで生まれた。兄に画家のエミール・シャルレ(Emile Charlet:1851-1910)がいて、画家のエミール・ワウタースは親類にあたる。
ブリュッセル王立美術アカデミーで、ジャン＝フランソワ・ポルテールに学んだ。同じころ美術アカデミーで学んでいた画家には、テオ・ファン・レイセルベルヘやロドルフ・ウィッツマン(Rodolphe Wytsman)がいる。その後パリに移り、エコール・デ・ボザールでジャン＝レオン・ジェロームやジュール・ジョゼフ・ルフェーブル、カロリュス＝デュランに学んだ。
ブリュッセル王立美術アカデミー出身者の美術家グループが母体となった美術家グループ、「L'Essor(発展)」のメンバーになった。レイセルベルヘ、コンスタンタン・ムーニエ、ダリオ・デ・レゴヨスと1882年から1883年にかけてスペインを旅し、さらにアルフレッド・クリュズナールが加わって、タンジェなどモロッコに旅した。この結果「オリエンタリズム」に分類される作品も描くようになった。
1883年に「L'Essor」が分裂することになると、シャルレはジェームズ・アンソールやレイセルベルヘとともに「20人展」の設立メンバーとなった。「20人展」の展覧会にはジョルジュ・スーラや、カミーユ・ピサロ、アンリ・ド・トゥールーズ＝ロートレック、エドガー・ドガ、クロード・モネといった新進のフランスの画家たちが招待されて作品を出展した。
1885年にはジェームズ・マクニール・ホイッスラーとオランダのマルケン島を訪れるなど、その後もヨーロッパ各地を旅した。1900年からパリで活動し1906年に国際水彩画協会(Société Internationale de la peinture à eau)を設立した。1928年にパリで没した。

## 作品

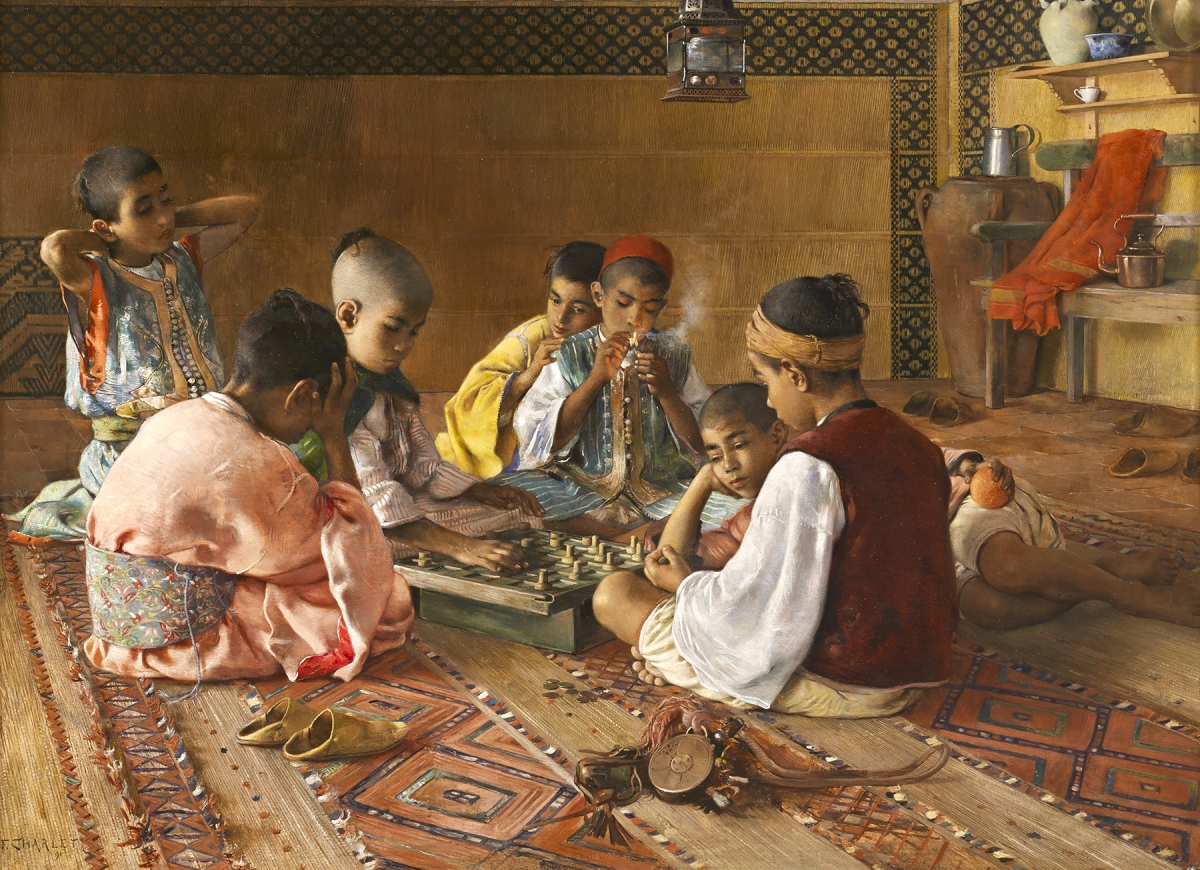
(c.1900)
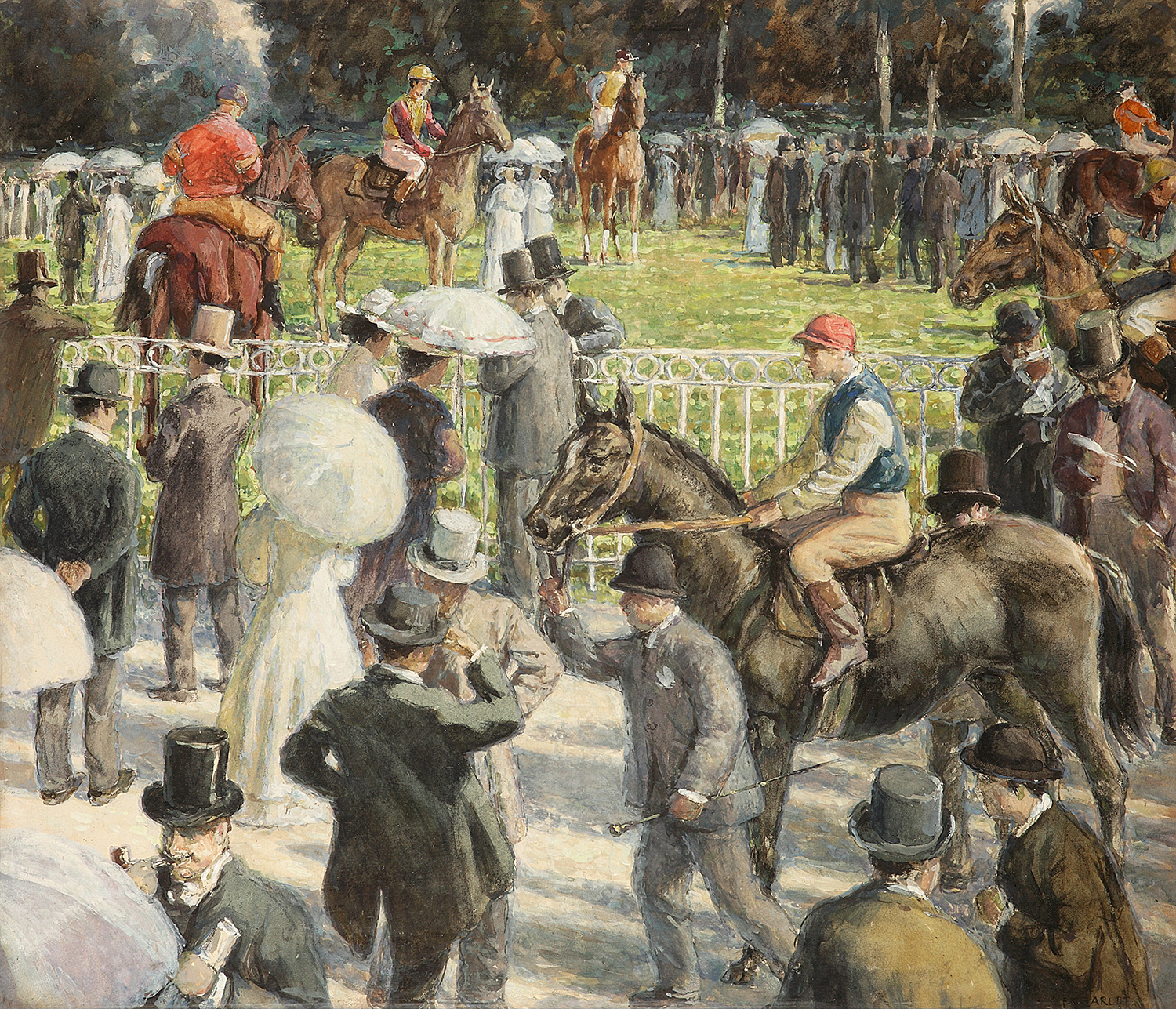
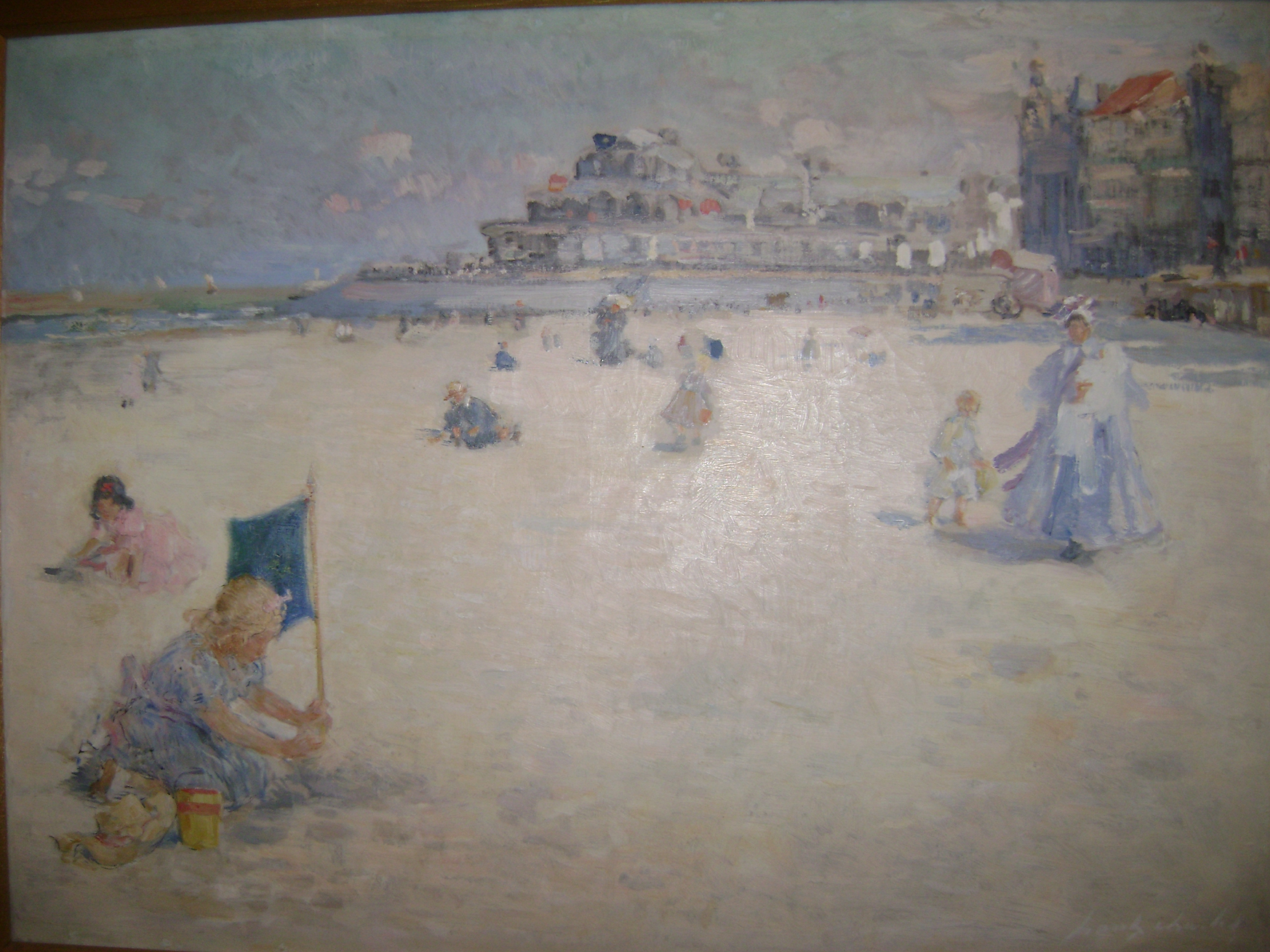

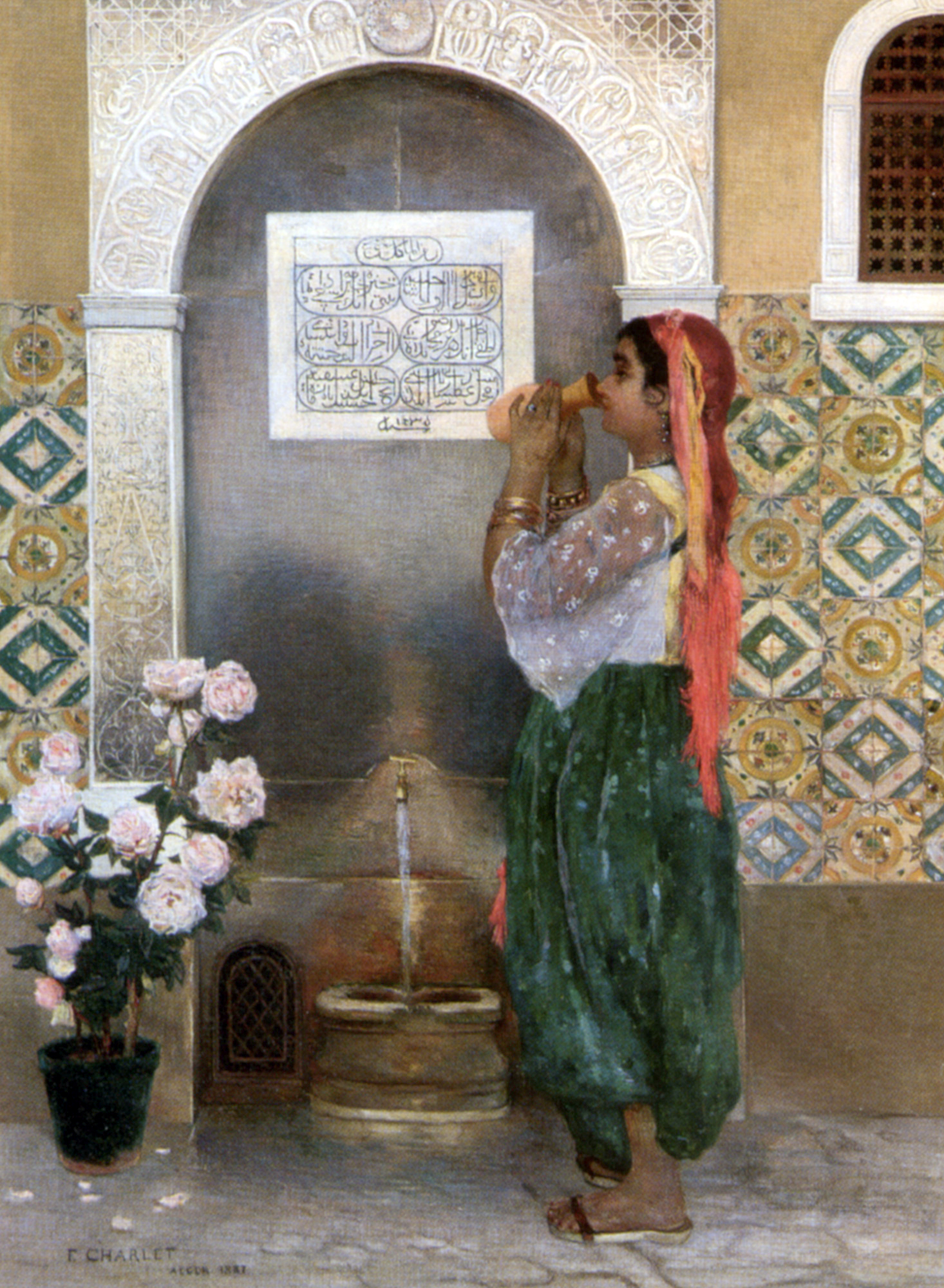
泉の側のアルジェリアの少女
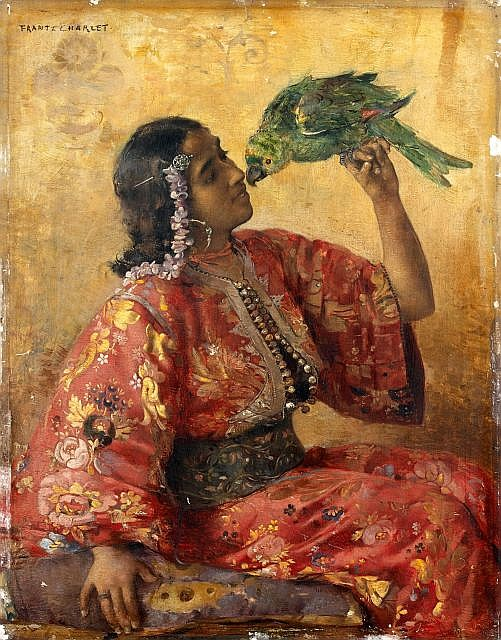
オウムと若いモロッコ女性
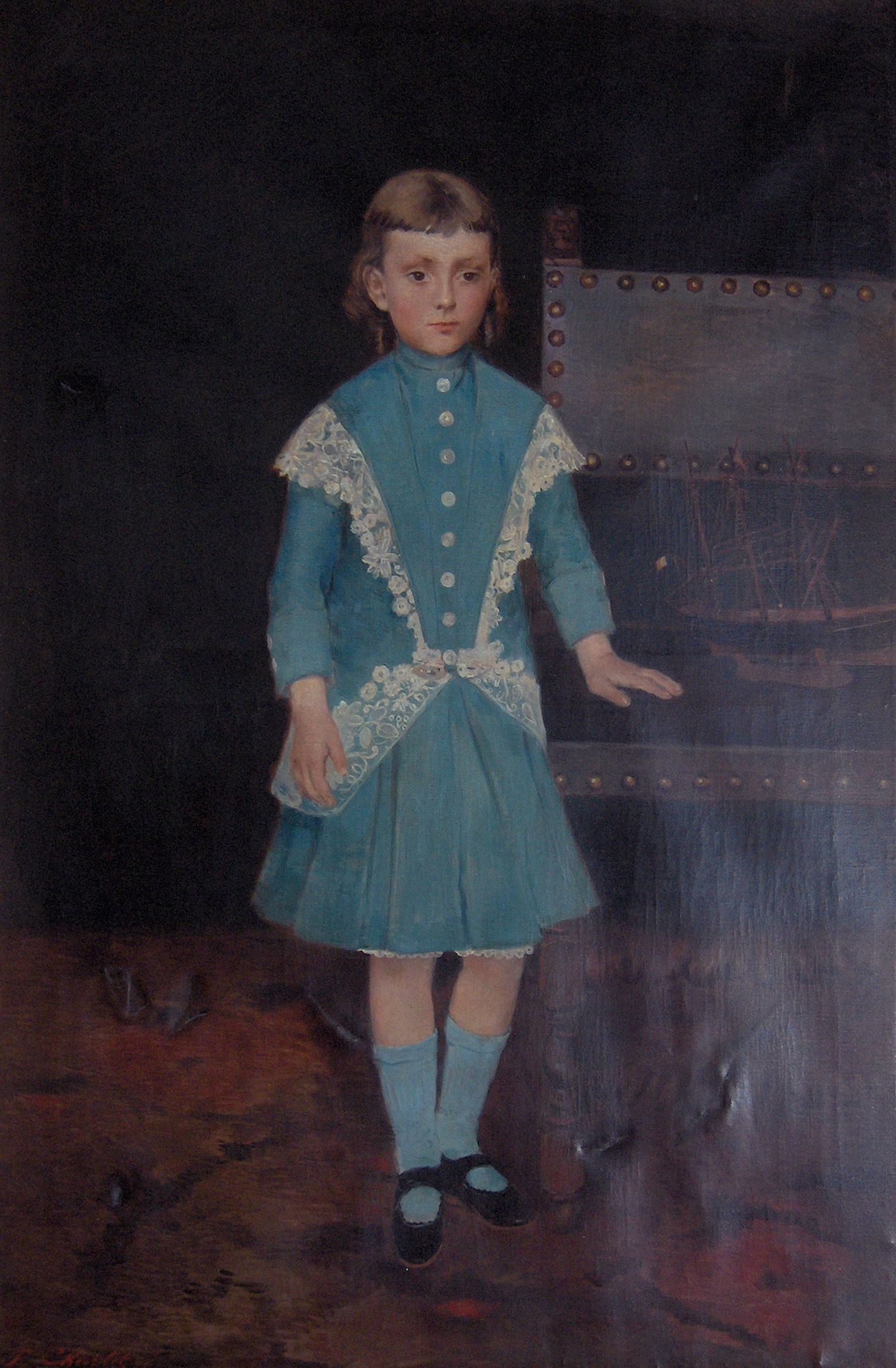
少女
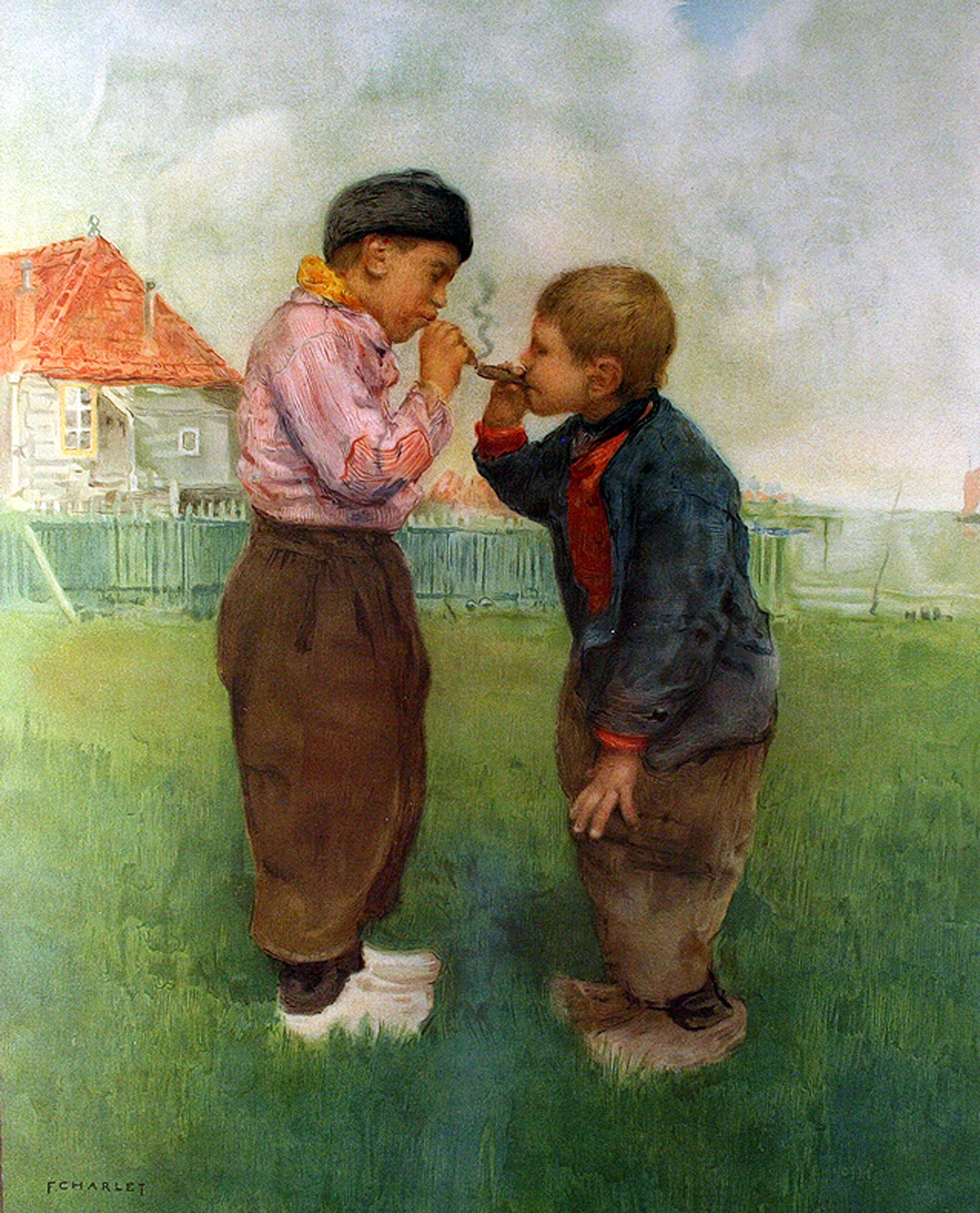
煙草を吸う子供